# Bordado

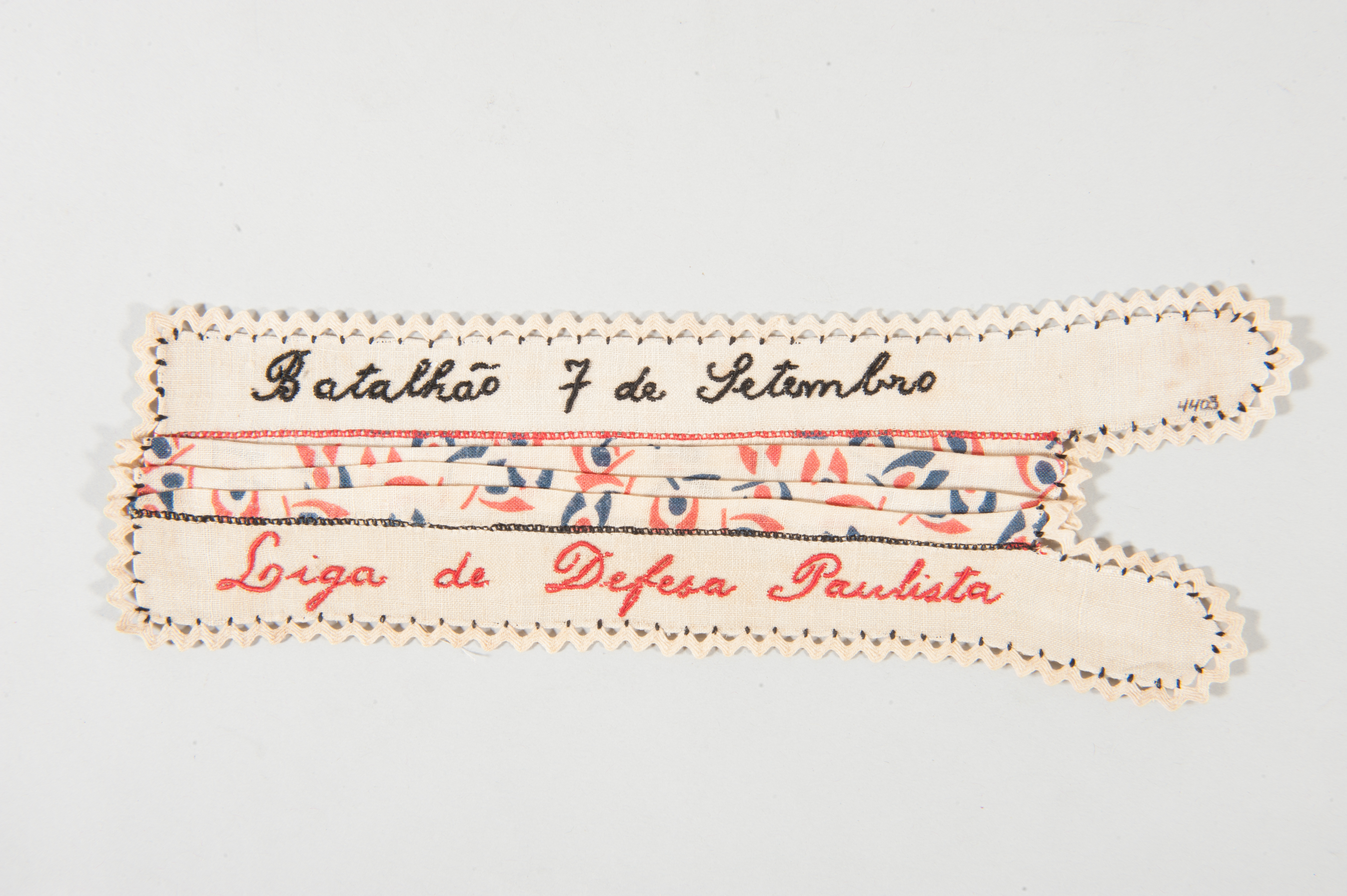
Guardanapo bordado que faz parte de um serviço de chá com toalha e doze guardanapos. Acervo do Museu Paulista da USP, 1932.

Bordado é uma forma de criar, a mão ou a máquina, desenhos e figuras ornamentais em um tecido, utilizando, para este fim, diversos tipos de ferramentas como agulhas, fios de algodão, de seda, de lã, de linho, de metal etc., de maneira que os fios utilizados formem o desenho desejado.

## História
Por séculos, a arte do bordado foi tida como de menor valor do que a da pintura e da escultura. Essa situação do bordado está mudando com o novo olhar sobre essa técnica muitas vezes feita por mulheres. Importantes museus como o Victoria and Albert Museum incorporaram em suas coleções bordados, em setores de obras têxteis.

## Pontos de bordado
Todos os pontos de bordado pertencem a uma das quatro estruturas ou grupos de pontos básicos:

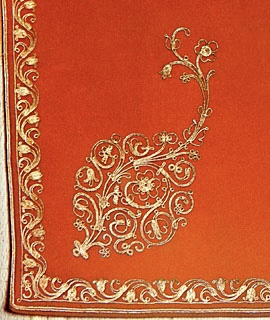
Bordado em ouro em um gognots (avental) de um vestido de noiva armênio do século XIX da cidade de Akhaltsikhe.

### Pontos retos
São pontos que possuem a superfície reta e são trabalhados em diferentes tamanhos e direções e espaçados a intervalos variáveis. Os principais pontos desse grupo são o Ponto de alinhavo, o Ponto atrás, o Ponto partido, o Ponto haste, o Ponto cheio e o Ponto matiz.

### Pontos cruzados
Os pontos cruzados são formados por dois ou mais pontos que se cruzam entre si de diversas maneiras. Os principais pontos são o Ponto cruz, o Ponto cruz alongado e o Ponto russo.

### Pontos entrelaçados
São os pontos feitos a partir do entrelaçamento do fio pelo direito do trabalho e prendendo-o com um ponto. Os principais pontos desse grupo são o Ponto de cadeia, o Ponto Paris e o Ponto de casear.

### Pontos de nós
Os pontos de nós são feitos torcendo-se o fio ou dando-se nós com ele sobre a superfície do trabalho para compor texturas de diferentes efeitos. Os principais pontos são Ponto rococó, Nó francês e Ponto coral.

## Bordado por região
Em Portugal, existe um longo historial de bordados tradicionais em diversos pontos do país.
A cidade de Ibitinga, no interior de São Paulo, realiza, todos os anos, a tradicional Feira do Bordado de Ibitinga, trazendo, à cidade, turistas do Brasil inteiro.
Existem, também, os bordados do Ceará, provenientes de artesãos de todo o estado. Eles são muito conhecidos por sua beleza e sua arte peculiar. Através deste tipo de bordados, podem se ver as características do povo daquela terra, sua cultura e sua história, que é passada de pai para filhos há séculos.
O bordado de Passira, localizado no interior de Pernambuco, se diferencia por seu traço delicado, por suas cores mais brandas, se assemelhando ao bordado europeu, já que foi estimulado pela ocupação alemã nos anos 50, majoritariamente por missionárias que fundaram o colégio religioso feminino Regina Coeli, em Limoeiro, cidade vizinha, incentivando o uso do bordado como fonte de renda primária de muitas famílias, o que resultou à cidade a alcunha de "Cidade do Bordado". Os pontos mais comuns são ponto-atrás, ponto-de-sombra e ponto cheio, dando preferência a estampas florais como margaridas, papoulas mas também abelhas, folhagens, pássaros, planetas, etc. Passira também possui um Centro Cultural e Comercial do Bordado, administrado pela Associação de Mulheres Artesãs de Passira.
Outra região em que se pode encontrar a tradição do bordado manual, herança da forte presença portuguesa no período colonial, é no interior de Minas Gerais, notadamente na região compreendida entre Tiradentes e Ouro Preto. Mesmo nos distritos mais remotos da região, se encontram trabalhos bordados a mão, entre peças de cama e mesa e vestuário. Entre as técnicas mais utilizadas, estão o ponto cheio e o ponto de cruz. Além desses, existe o vagonite, tipo de bordado mais reto.
Em Portugal, existem bordados com características únicas de acordo com a sua origem:
- Bordado de Castelo Branco
- Alinhavados de Nisa ou crivos de Nisa
- Bordado de Terra de Sousa (Felgueiras)
- Bordado de São Miguel - Açores
- Bordado de Caldas da Rainha
- Bordado de Óbidos
- Bordado de Tibaldinho
- Bordado da Lixa (Portugal)
- Bordado de Guimarães
- Bordado de Viana do Castelo
- Bordado da Madeira

## Galeria
- Bordado do início do século XVII.

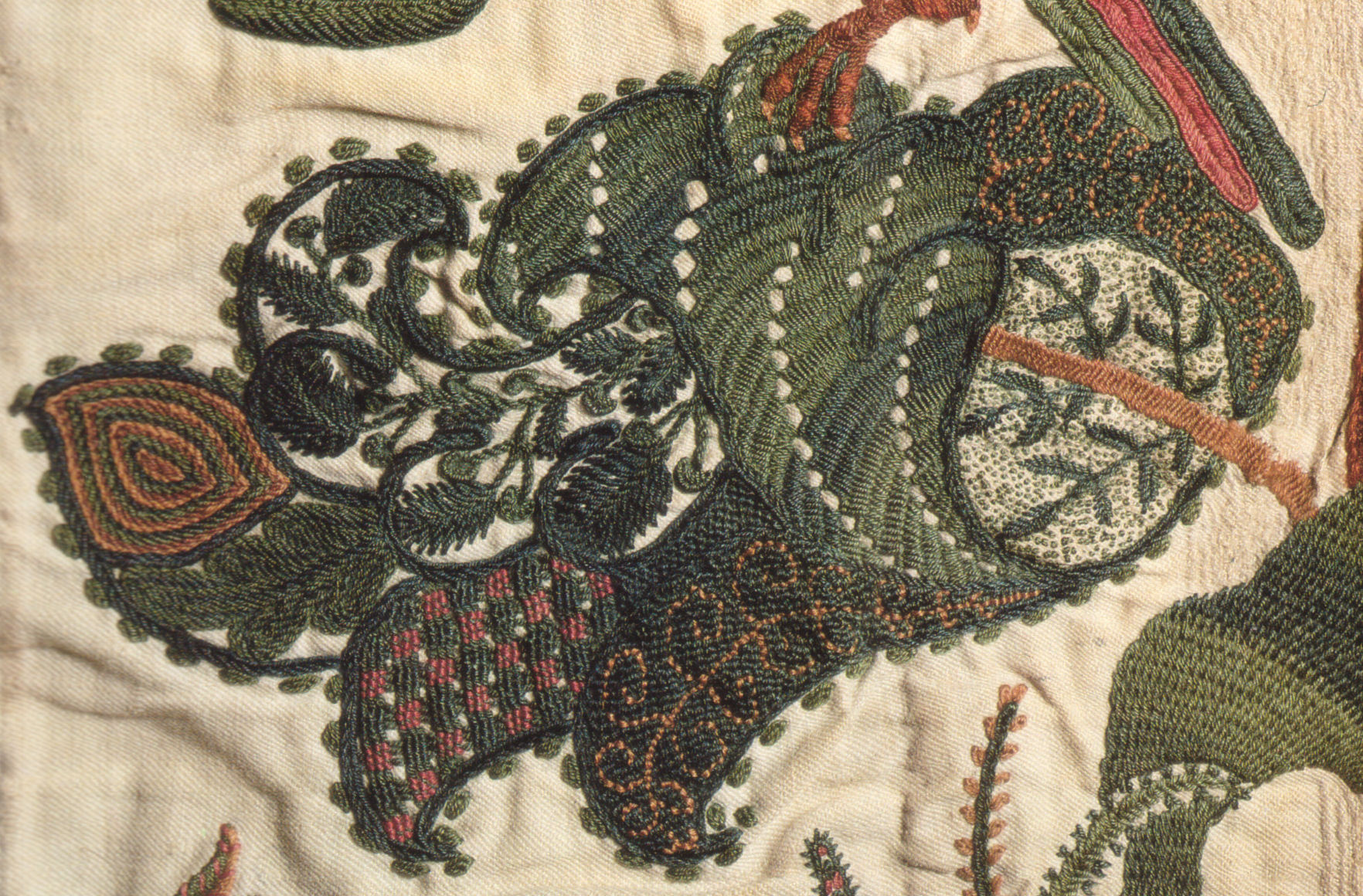
Exemplo de artesanato bordado em execução.
- Bordado inglês de 1696.
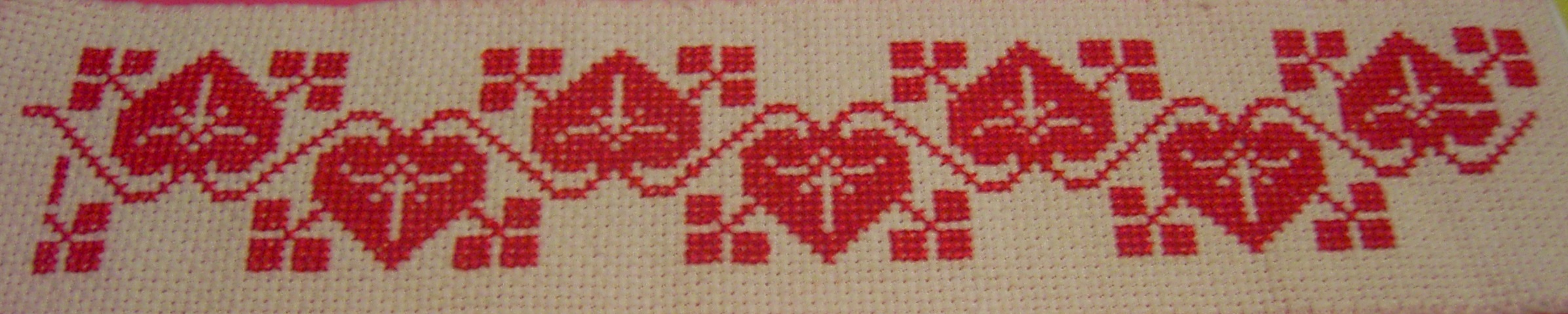
Bordado realizado em ponto cruz representando uma hera em tons de vermelho.